# Крушение в тоннеле на Кругобайкальской железной дороге
Вечером 6 марта 1946 года в тоннеле № 36 Кругобайкальской железной дороги произошло крушение с участием двух поездов.

## Описание

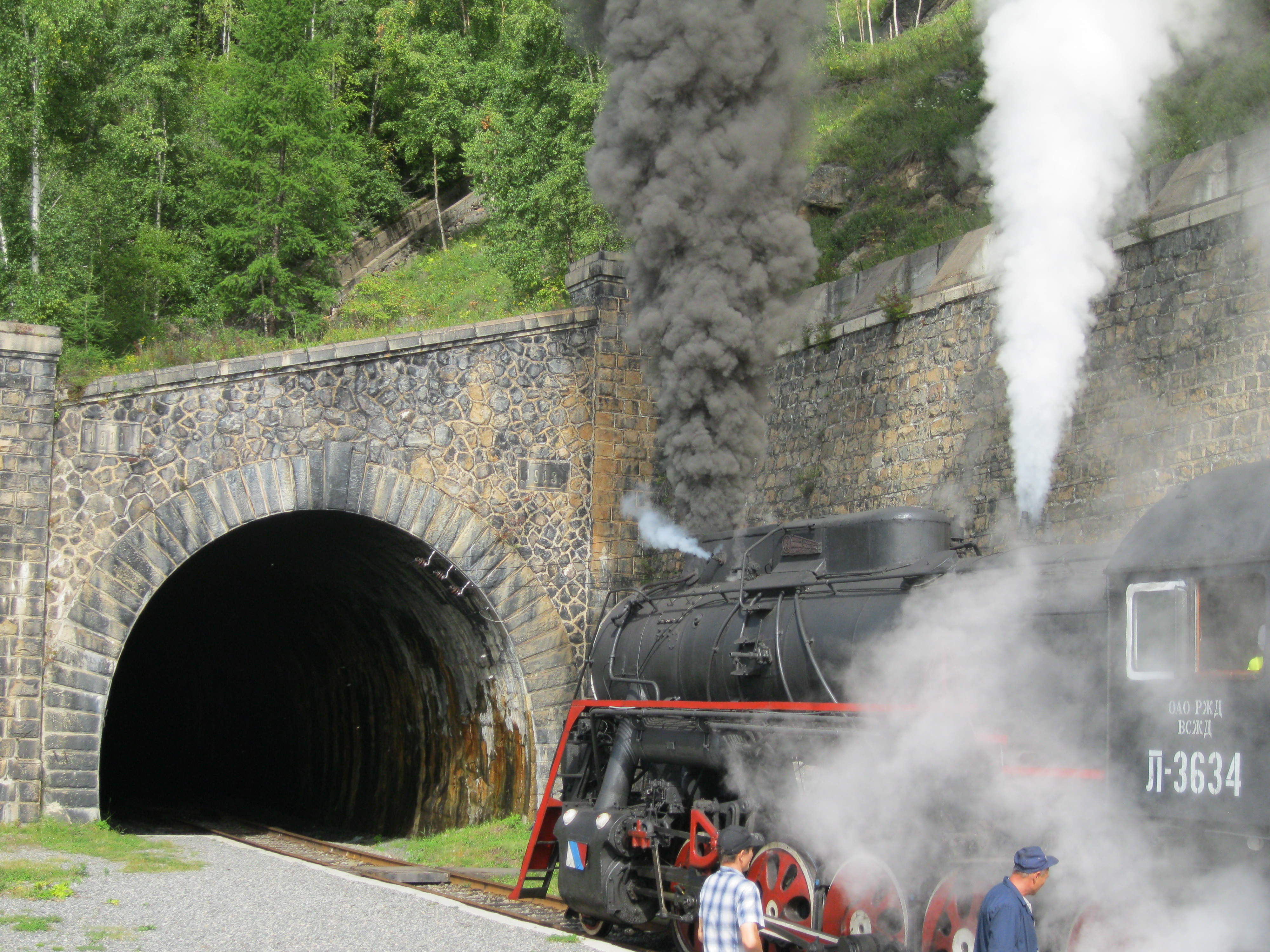
Пассажирский поезд, ведомый паровозом, перед тоннелем на КБЖД

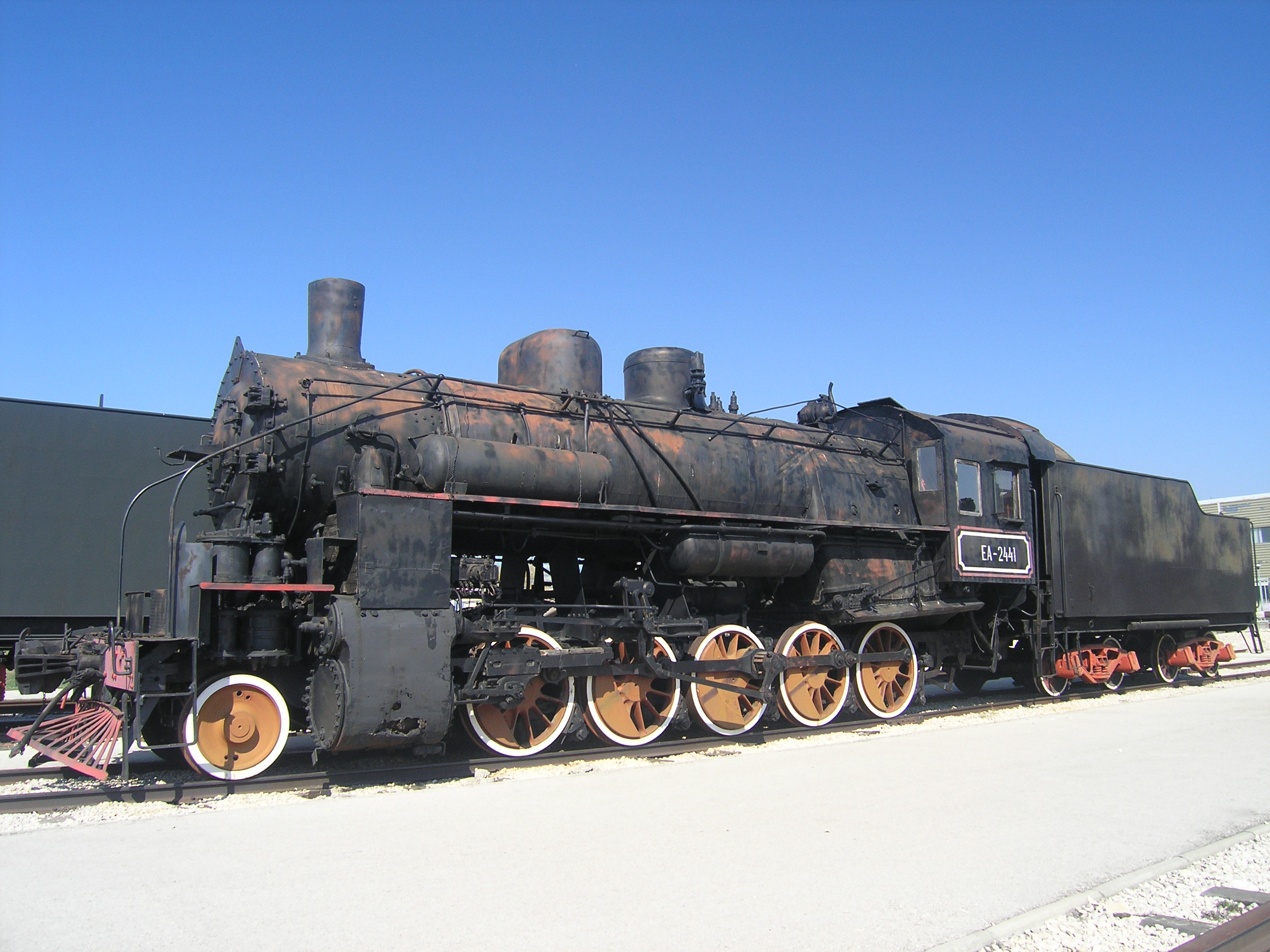
Паровоз серии Е^{А}

Пассажирский поезд № 51 подъезжал к тоннелю № 36, когда в одном из его вагонов неизвестным был сорван стоп-кран. После некоторой стоянки в 21:15 поезд продолжил движение и на скорости 10 км/ч въехал в тоннель. Тем временем, следом за ним ехал грузовой поезд № 961, ведомый паровозом ЕА-3344 (в СССР поступил по ленд-лизу в 1945 году). Из-за невнимательности (наиболее вероятно, в связи с высокой усталостью), машинист не увидел запрещающий сигнал, поэтому на большой скорости грузовой поезд въехал в тоннель, где нагнал пассажирский поезд и столкнулся с его хвостом. Последним вагоном поезда № 51 оказался вагон-лавка, в котором от стоящей в нём печи возник пожар, который стал распространяться на другие вагоны. В связи с неисправностью противопожарной системы на паровозе ЕА-3344, потушить пожар не удавалось, поэтому кондукторы быстро расцепили состав и вывели уцелевшую часть пассажирского поезда из тоннеля. В результате крушения погибло 20 пассажиров, ещё 29 было ранено.

## Схожие крушения
В декабре того же года под Новосибирском на станции Обь произошло подобное крушение, когда из-за усталости локомотивной бригады грузовой поезд проехал запрещающий светофор и врезался в хвост остановившегося на перегоне пассажирского поезда.